# Henry (Brückenechse)

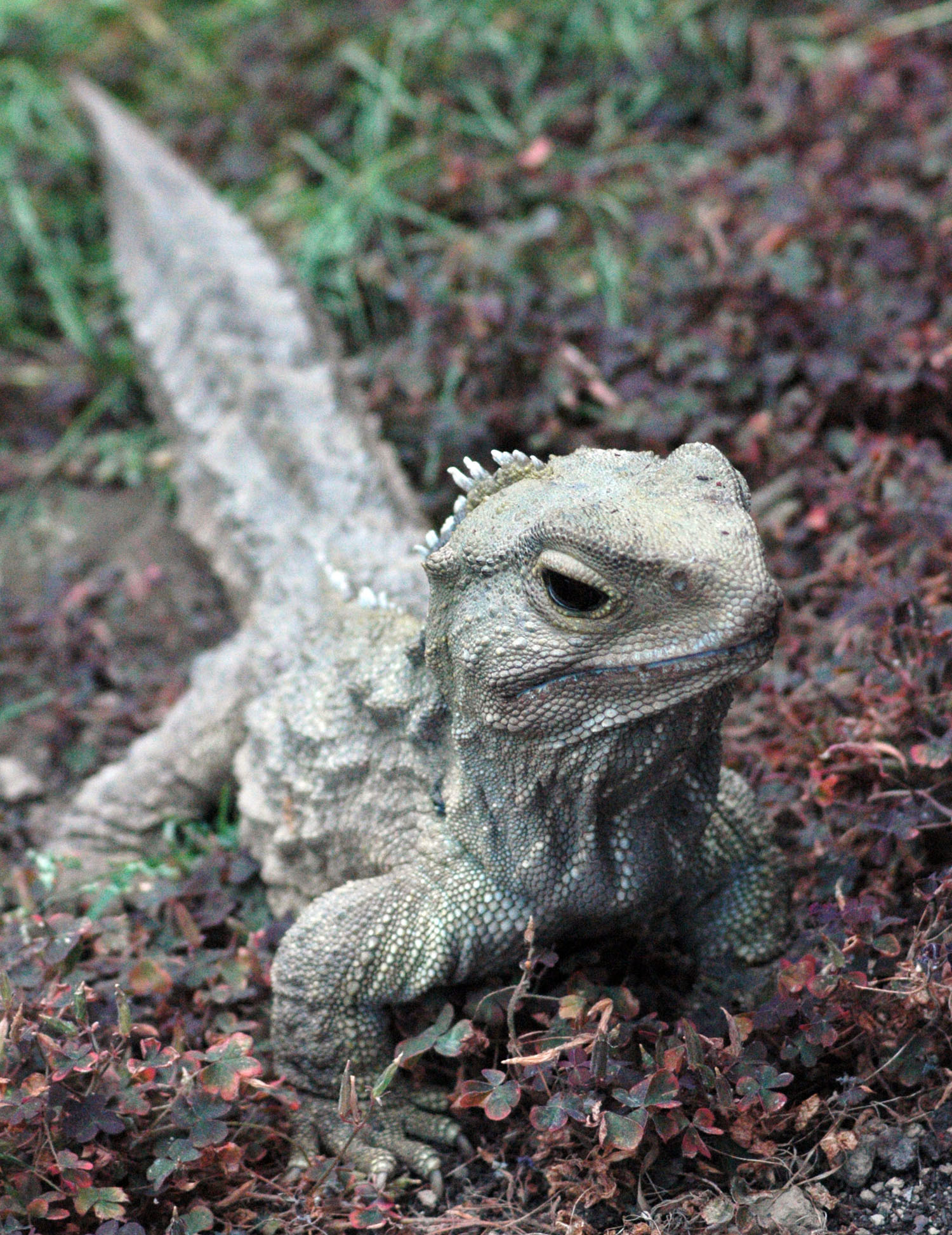
Henry in Invercargill

Henry (geschlüpft ca. 1898) ist eine Brückenechse, die im Southland Museum and Art Gallery in Invercargill, Neuseeland, lebt. Die Echse wurde auf Stephens Island, einer kleinen Felseninsel am nördlichen Ende der Südinsel von Neuseeland, gezüchtet und 1970 in das Museum gebracht.

## Leben
Henry wurde irgendwann zwischen 1890 und 1910 auf Stephens Island vor der Nordküste der Südinsel aufgezogen; 1970 kam er in das Southland Museum and Art Gallery. Er wurde nach Heinrich VIII. benannt, da laut dem Tierpfleger Lindsay Hazley geplant war, „dass Henry viele Frauen haben sollte“. In den 1980er Jahren versuchten die Pfleger, ihn mit einem Weibchen namens Mildred zu paaren, aber er biss ihr den Schwanz ab. Er kämpfte auch mit anderen Brückenechsen und wurde wegen seiner Aggressivität danach allein gehalten. Im Jahr 2008 wurde ein Krebstumor aus Henrys Genitalien entfernt.
25 Jahre nach dem ersten Versuch, Henry mit dem Weibchen Mildred zu paaren, gelang dies und 2009 wurde Henry im geschätzten Alter von 111 Jahren zum ersten Mal Vater. Dies überraschte die Experten, die davon ausgegangen waren, dass Henry zu alt für die Zeugung von Nachwuchs sei. Mildred war zu diesem Zeitpunkt etwa siebzig Jahre alt. Sie legte zwölf Eier; nach 223 Tagen schlüpften daraus elf Jungtiere. Das erregte weltweites Medieninteresse. Im Jahr 2013 waren die Mitarbeiter besorgt, dass Henry unfruchtbar geworden sei. Es war unklar, ob dies auf sein Alter, seine Lebensweise oder die Krebsgeschwulst zurückzuführen war, die ihm fünf Jahre zuvor entfernt worden war.
Im Jahr 2009 wurde der Film Love in Cold Blood gedreht, in dem die Romanze von Henry und Mildred gezeigt wird. Der Film wurde beim Reel Earth Environmental Film Festival 2010 als bester neuseeländischer Film und die in Dunedin lebenden Regisseurinnen Jane Adcroft und Carla Braun-Elwert wurden als beste neuseeländische Nachwuchstalente ausgezeichnet. 2015 traf Prinz Harry, der auf den Namen Henry getauft ist, die Brückenechse am Flughafen Invercargill bei einer Tour durch das Land.
Im Jahr 2019 kündigte die Southland Museum and Art Gallery an, die meisten ihrer Brückenechsen in die Marlborough Sounds zu verlegen, Henry, Mildred und einige andere Brückenechsen jedoch behalten zu wollen. Im Juni 2024 wurden Henry und 16 andere Brückenechsen in ein neues Habitat umgesiedelt, nachdem sie ein Jahr lang der Öffentlichkeit vorenthalten worden waren. Die Einweihungsfeier, an der über 2000 Besucher teilnahmen, wurde als Henrys Einweihungsfeier angekündigt. Im Jahr 2024 wurde berichtet, dass Henry „mit mehr als 46 Jahren den Weltrekord für das Leben in Gefangenschaft hält“.